# Tiranet dels iungues
El tiranet dels iungues (Phyllomyias weedeni) és una espècie d'ocell de la família dels tirànids (Tyrannidae).

## Hàbitat i distribució
Habita els boscos del sud-est del Perú i nord-oest de Bolívia.